# Trispila
Trispila là một chi bướm đêm thuộc họ Erebidae.